# Segnerhjul

Segnerhjul:
A – Vattenintag
B – Vertikalt rör med rotor
C – Rotor med munstycken (sett från sidan)
D – Rotor med munstycken (sett från ovan)
E – Hål i marken
F – Remtransmission
G – Driven enhet

Segnerhjulet är en av fysikern Johann Andreas von Segner 1755 uppfunnen form av turbin, vars verkan grundar sig på vattnets reaktion vid utströmning. 
Segnerhjulet utgörs av ett vertikalt rör med två eller flera munstycken nedtill, anbringade i horisontellt läge. Vattnet strömmar in upptill och strömmar ut nedtill, genom en öppning i munstyckenas yttre ändar. På motsatt sida mot den, där utströmningen sker, uppstår då ett tryck, som sätter apparaten i rotation kring dess vertikala axel. Naturligtvis måste öppningarna vara uttagna åt samma håll i samtliga de horisontella rören, så att trycket överallt verkar till rotation i en och samma riktning. Denna konstruktion är ineffektiv för att utvinna vattnets rörelseenergi, men den innehåller grunden till de så kallade skotska turbinerna och andra reaktionshjul. En modern tillämpning av segnerhjul är vattenspridare.